# Бэтмен против Дракулы (фильм, 1967)
Бэтмен против Дракулы (англ. Batman Fights Dracula) — филиппинский комедийный фильм ужасов, снятый в 1967 году режиссёром Леоди М. Диаз по сценарию Берта Р. Мендозы. Фильм является неавторизованным без разрешения от DC Comics. Премьера состоялась 3 июня 1967 года.
Фильм считается утерянным.

## Сюжет
Доктор Зорба решает воскресить Графа Дракулу, чтобы уничтожить Бэтмена и Робина.

## В ролях
- Хинг Абалос — Бэтмен
- Данте Реверо — Граф Дракула
- Вивиан Лоррэйн — Марита Банзон
- Ролан Роблес — Робин
- Рамон Д'Салва — Доктор Зорба
- Норт Непомукено — Турко

## Дальнейшая судьба
Фильм был показан только в филиппинских кинотеатрах в год выхода. После его премьеры фильм не был официально выпущен на носителях, из-за чего он считается утерянным.
Доступны только постеры, кадры, актёрский состав, съёмочная группа, сюжет и упоминания в газетах.
До сегодняшнего времени фильм «Бэтмен против Дракулы» не найден.